# Proisotoma buddenrocki
Proisotoma buddenrocki är en urinsektsart som beskrevs av Stenkzke 1954. Proisotoma buddenrocki ingår i släktet Proisotoma, och familjen Isotomidae. Arten är reproducerande i Sverige.